# Mitch Rouse
Edward Mitchell "Mitch" Rouse (geboren 1964) is een Amerikaanse film- en tv-acteur, regisseur en scenarioschrijver.
Hij werd geboren in Knoxville (Tennessee), en werd opgevoed in Oak Ridge. Rouse ging naar de Universiteit van Tennessee voordat hij geïnteresseerd raakte in acteren. Hij studeerde acteren in Atlanta en later improvisatie in Chicago.
Rouse verscheen in verschillende afleveringen van Reno 911!, Home Improvement, Exit 57, According to Jim en Strangers with Candy. Rouse speelde ook mee in verschillende films zoals Austin Powers, Friends With Money, Rudy, Sweethearts en The Heartbreak Kid.
Mitch Rouse regisseerde en schreef de film Employee of the Month waar Matt Dillon, Steve Zahn, Christina Applegate en Andrea Bendewald de hoofdrollen in speelden. Hij schreef ook de Paramount-film Without A Paddle met Seth Green en Dax Sheppard in de hoofdrollen.
- Bibliothèque nationale de France: cb15078070d (data)
- International Standard Name Identifier: 0000 0000 4487 3306
- Library of Congress Control Number: no2005026647
- Nationale Bibliotheek van Tsjechië: xx0322721
- Virtual International Authority File: 73582469
- WorldCat: E39PBJp687ywgrtCyYTFwXWdQq